# المیه ومیه
المیه ومیه (به عربی: المية ومية) یک منطقهٔ مسکونی در لبنان است که در شهرستان صیدا واقع شده‌است.
 المیه ومیه ۵٫۰۵ کیلومتر مربع مساحت دارد.